# Lagardère (téléfilm)
Pour les articles homonymes, voir Lagardère.
Pour plus de détails, voir Fiche technique et Distribution.
Lagardère est un téléfilm d'aventures historiques de cape et d'épée en deux parties, réalisé par Henri Helman d'après le roman-feuilleton Le Bossu de Paul Féval dont il est la 10e adaptation filmée connue hors-théâtre.
Sa première diffusion en clair a été effectuée les 11 et 12 avril 2005 sur "France 2" (version complète en deux parties sur deux soirées, d'une durée totale de 3 heures et 24 minutes), après la diffusion d'une version plus courte d'une heure (2h24) en 2003, réservée aux abonnés de la chaîne cryptée "Canal+".

## Synopsis
Dans la France du tout début du XVIIIe siècle, Henri de Lagardère provoque le duc Philippe de Nevers pour découvrir le secret de sa fameuse botte, qui fait de lui la plus fine lame du royaume de France. Il perd, mais Nevers, amusé par ce « preux chevalier », rusé, drôle et charmeur, le prend à son service. Les familles Nevers et Caylus étant ennemies, le duc Philippe de Nevers épouse en secret la belle Inès de Caylus, mais le père de la jeune femme décide par la suite de marier sa fille unique à Philippe de Gonzague, le propre cousin de Nevers, qui apprend alors à Gonzague que le mariage projeté est impossible, car Inès de Caylus est déjà mariée... à lui, Nevers et qu'il en a une fille. Gonzague décide alors de se débarrasser de son rival et d’Aurore de Nevers, la fille qui vient de naître de ce mariage secret. Craignant la vengeance de Caylus s’il venait à découvrir l’existence de sa petite-fille, le duc de Nevers décide de venir chercher Aurore de nuit pour l’emmener dans son hôtel particulier. Sautant sur l’occasion, Gonzague et les mercenaires que Peyrolles, son âme damnée, a engagés, attaquent Nevers dans les fossés du château de Caylus. Lagardère ne peut empêcher le meurtre de Nevers par son propre cousin Philippe de Gonzague, mais il réussit à marquer la main de l’assassin masqué avec son poignard, à la suite de quoi il jure de venger la mort de son ami et de protéger la fille de celui-ci, Aurore de Nevers. Le jeune homme élève donc Aurore en Espagne avec Cocardasse et Passepoil, ses maîtres d’armes, tout en cachant à l'enfant cette sombre histoire. Pendant dix-sept ans, Lagardère parcourt toute l’Europe, éliminant un à un tous les mercenaires. À la toute fin de sa mission, il revient à nouveau en France et croise la route de Gonzague, auprès de qui il se fait passer pour un pauvre et vieux bossu.

## Fiche technique
- Réalisation : Henri Helman
  - Première assistante de réalisation : Claire de La Rochefoucauld
- Scénario : Lorraine Lévy et Didier Lacoste
- Dialogue : Lorraine Lévy et Didier Lacoste
- Production : Telfrance
  - Producteur : Delphine Claudel et Michelle Podroznik
  - Producteur exécutif : António da Cunha Telles
- Musique : Marc Marder
- Directeur de la photographie : José António Loureiro
- Combats et cascades: Michel Carliez
- Montage : Wally Rebane et Françoise Roux
- Distribution des rôles : Nathalie Chéron et Patrícia Vasconcelos
- Création des décors : Laurence Brenguier
- Création des costumes : Sylvie de Segonzac
- Chaînes de télévision : Canal+ et France 2

## Distribution
- Bruno Wolkowitch : Henri de Largardère, alias le bossu
- Yvon Back : Philippe de Gonzague
- Clio Baran : Aurore de Nevers, adulte
- Christian Hecq : Peyrolles
- Frédéric van den Driessche : Philippe de Nevers
- Florence Pernel : Inès de Caylus, devenue épouse de Nevers
- Jacques Frantz : Cocardasse
- Ticky Holgado : Passepoil
- Priscilla Bescond : Flore
- Julien Guiomar : le marquis de Caylus
- Isabelle Caubère : Anne
- Pierre Gérard : le Régent
- Frankie Wallach : Aurore de Nevers, 10 ans
- Michel Modo : l'ambassadeur de France
- Florence Muller : Jeanne
- Didier Menin : le mendiant / le bossu (cascades ?)

## Épisodes
Premières diffusions :
- épisode 1 : 11 avril 2005, 100 minutes ;
- épisode 2 : 12 avril 2005, 105 minutes.